# حمرى جمرى
حمري جمري مسرحية مصرية كوميدية إنتاج عام 1995 بطولة صابرين، ممدوح وافي، محمود القلعاوي، صلاح عبد الله، هندية، حسن الأسمر، علاء ولي الدين، حجاج عبد العظيم، محمود التوني، ناجي سعد، انجيل ارام، ومجموعة أخرى من الفنانين تأليف: محمود أبو زيد، إخراج: عبدالمنعم مدبولي ومحمود البربري